# Lamachus alpinator
Lamachus alpinator là một loài tò vò trong họ Ichneumonidae.